# Daniel Clark (1809–1891)
Daniel Clark (ur. 24 października 1809 w Stratham, zm. 2 stycznia 1891 w Manchesterze) – amerykański polityk.

## Życiorys
Urodził się 24 października 1809 roku w Stratham. Uczęszczał do szkół publicznych, Hampton Academy, Union College i Dartmouth College. Studiował nauki prawne, został przyjęty do palestry i otworzył prywatną praktykę prawniczą w Epping. W 1839 roku przeniósł się do Manchesteru, a po trzech latach został wybrany do legislatury stanowej New Hampshire. W 1857 roku wygrał wybory uzupełniające do Senatu (z ramienia Partii Republikańskiej, mające obsadzić wakat po śmierci Jamesa Bella. W izbie wyższej Kongresu zasiadał do czasu swojej rezygnacji w 1866 roku, a w latach 1864–1865 pełnił funkcję przewodniczącego pro tempore. Po zakończeniu kadencji senatorskiej, został sędzią okręgowym w rodzimym stanie. Zmarł 2 stycznia 1891 roku w Manchesterze.